# Circonvoluzione paraterminale
La circonvoluzione paraterminale è una stretta striscia sulla superficie centrale dell'emisfero davanti alla lamina terminale, e dietro l'area paraolfattoria di Broca, e sotto il rostro del corpo calloso.